# Uzbequistão nos Jogos Olímpicos de Verão de 2004
Uzbequistão competiu nos Jogos Olímpicos de Verão de 2004, em Atenas, na Grécia. com sete esportistas, disputando cinco modalidades.

## Desempenho

### Natação
Masculino
| Atletas     | Evento      | Baterias  | Baterias | Semifinal | Semifinal | Final       | Final       |
| Atletas     | Evento      | Marca     | Posição  | Marca     | Posição   | Marca       | Posição     |
| ----------- | ----------- | --------- | -------- | --------- | --------- | ----------- | ----------- |
| Sergey Tsoy | 400 m livre | 4min16s91 | 45º      |           |           | Não avançou | Não avançou |

### Remo
Masculino
| Equipe             | Evento        | Eliminatórias | Eliminatórias | Repescagem | Repescagem | Semifinal | Semifinal | Final   | Final                |
| Equipe             | Evento        | Tempo         | Posição       | Tempo      | Posição    | Tempo     | Posição   | Tempo   | Posição (Pos. final) |
| ------------------ | ------------- | ------------- | ------------- | ---------- | ---------- | --------- | --------- | ------- | -------------------- |
| Vladimir Chernenko | Skiff simples | 7m38s27       | 3º R          | 7m13s43    | 3º S D/E   | 7m13s21   | 3º FD     | 7m23s56 | 6º (24º)             |